# 季尚卡农村居民点 (沃罗涅日州)
季尚卡农村居民点（俄语：Тишанское сельское поселение）是俄罗斯联邦沃罗涅日州塔洛瓦亚区所属的一个农村居民点。其下辖有2个居民点，行政中心为上季尚卡。据2016年统计，该农村居民点的人口为3404人。